# Associazione Calcio Cuneo 1905 2016-2017
Questa voce raccoglie le informazioni riguardanti l'Associazione Calcio Cuneo 1905 nelle competizioni ufficiali della stagione 2016-2017.

## Stagione
Ancora una volta il club del capoluogo della provincia Granda deve ripartire dalla Serie D. Ancora una volta grazie alla guida tecnica di Salvatore Jacolino il Cuneo vince il Torneo di Serie D: è la quarta volta nelle quattro partecipazioni negli ultimi 10 anni

## Risultati

### Serie D

#### Poule scudetto
| Arbitro: | Luciani (Roma) |

|                        |           |          |
| Sottovia 75’ Bussi 87’ | Marcatori | 68’ Papa |

| Arbitro: | Saia (Palermo) |

|  |           |                          |
|  | Marcatori | 11’ Barzotti 37’ Palazzo |